# Ash-e dugh

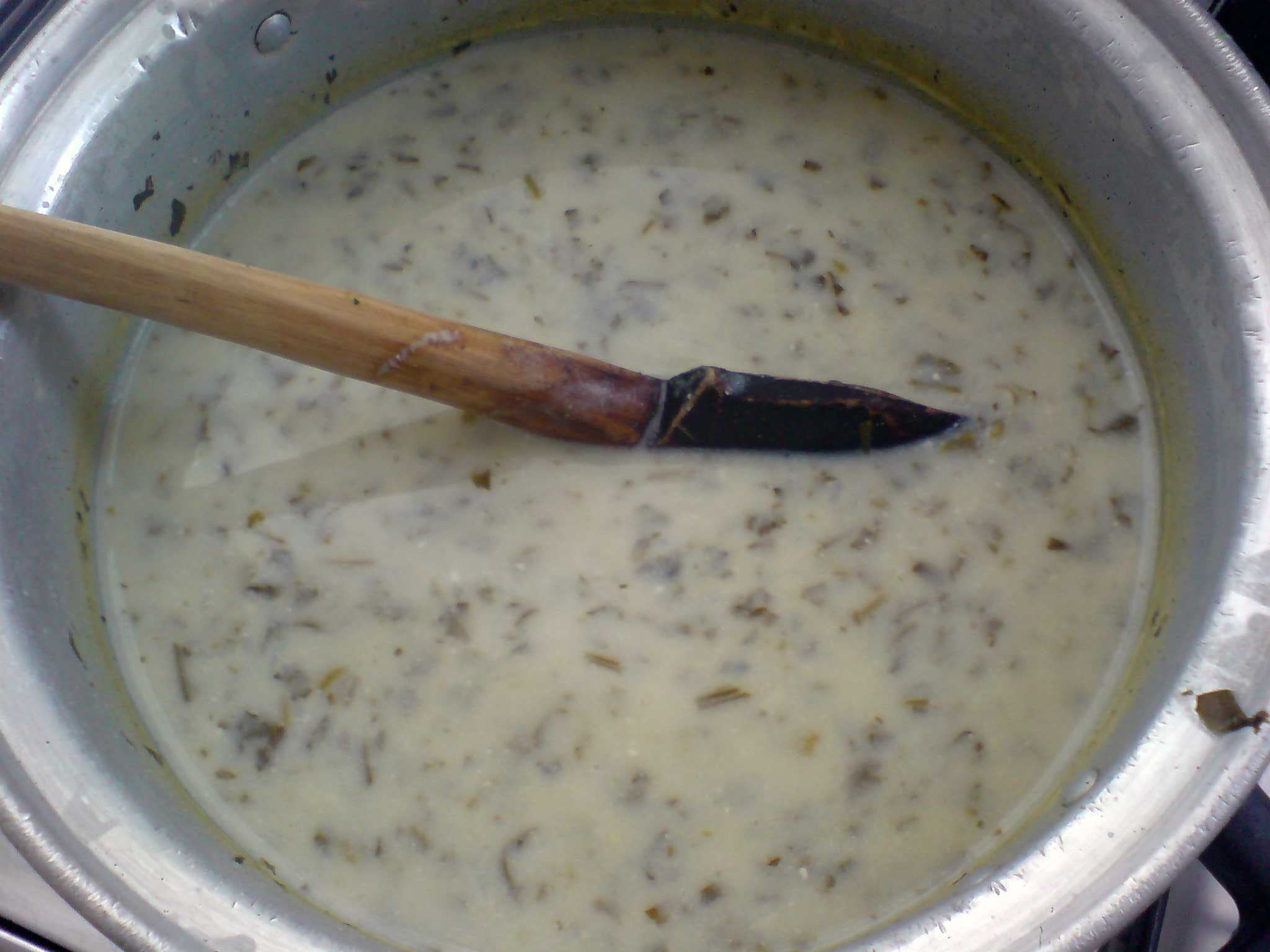
Ash-e dugh, sopa iraní de yogur.

La ash-e dugh, también denominada "sopa de yogur", es un tipo de sopa originaria del Azerbaiyán iraní (en el noroeste de Irán) y es una de las sopas tradicionales de la región iraní de Ardabil. En Turquía un platillo similar es denominado sopa Toyga.
Otros nombres alternativos para esta sopa son; Ayran Ashi y Ash-e Mast.

## Receta
Por lo general ash-e dugh es preparada con yogur o dugh, un tipo sabroso de bebida carbonatada a base de yogur, y con diferentes tipos de vegetales tales como coriandro, puerro, estragón y ajo, albóndigas de cordero, arvejas, huevos, arroz, cebolla, sal y varios tipos de especias. Sobre su superficie se coloca menta frita con gran cantidad de aceite (y a veces un poco de ajo).  
Algunas personas prefieren preparar esta sopa mientras que otras prefieren yogur carbonatado. La sopa preparada con yogur es dulce mientras que la sopa preparada con yogur carbonatado es agria.